# قزل ديزج
قزل‌ ديزج هي قرية في مقاطعة تبريز، إيران. عدد سكان هذه القرية هو 1,333 في سنة 2006.